# 三鳳宮
22°38′09″N 120°17′39″E / 22.6358432°N 120.2941637°E
高雄三鳳宮，位於臺灣高雄三塊厝的廟宇，初建於明鄭永曆廿七年（1673年），舊名「三鳳亭」，所奉主神為中壇元帥（李哪吒），是南臺灣著名的道教聖地，也是高雄市最具代表性的廟宇之一。

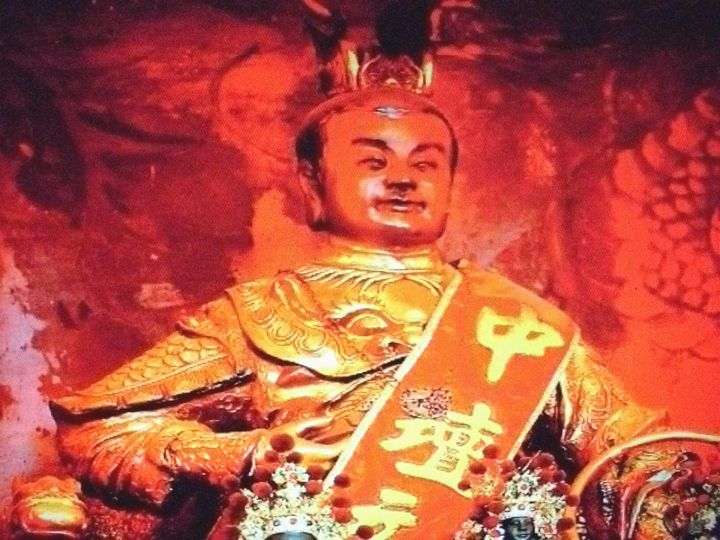
高雄市三民區三鳳宮鎮殿中壇元帥寶像。

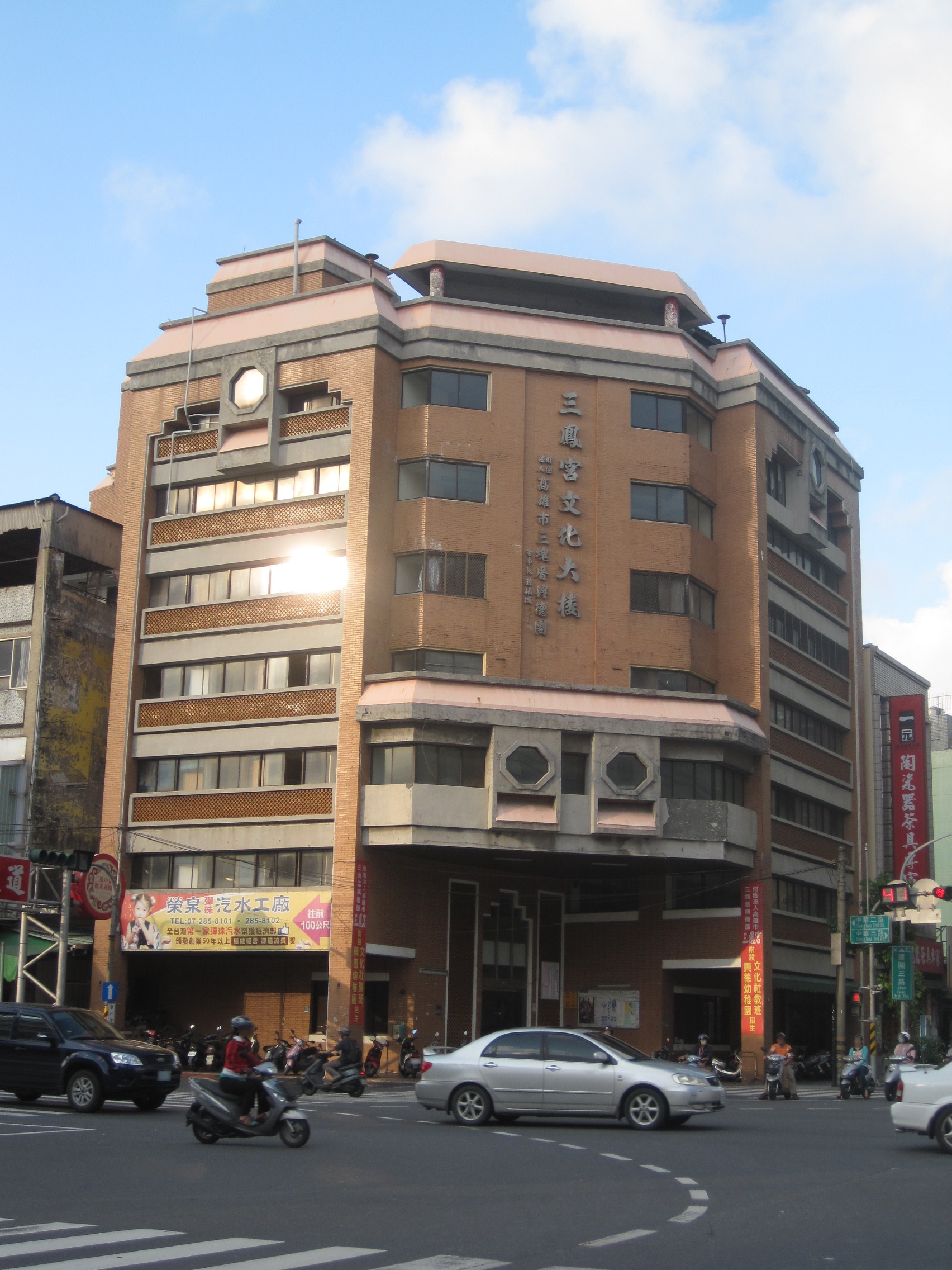
高雄三鳳宮的文化大樓

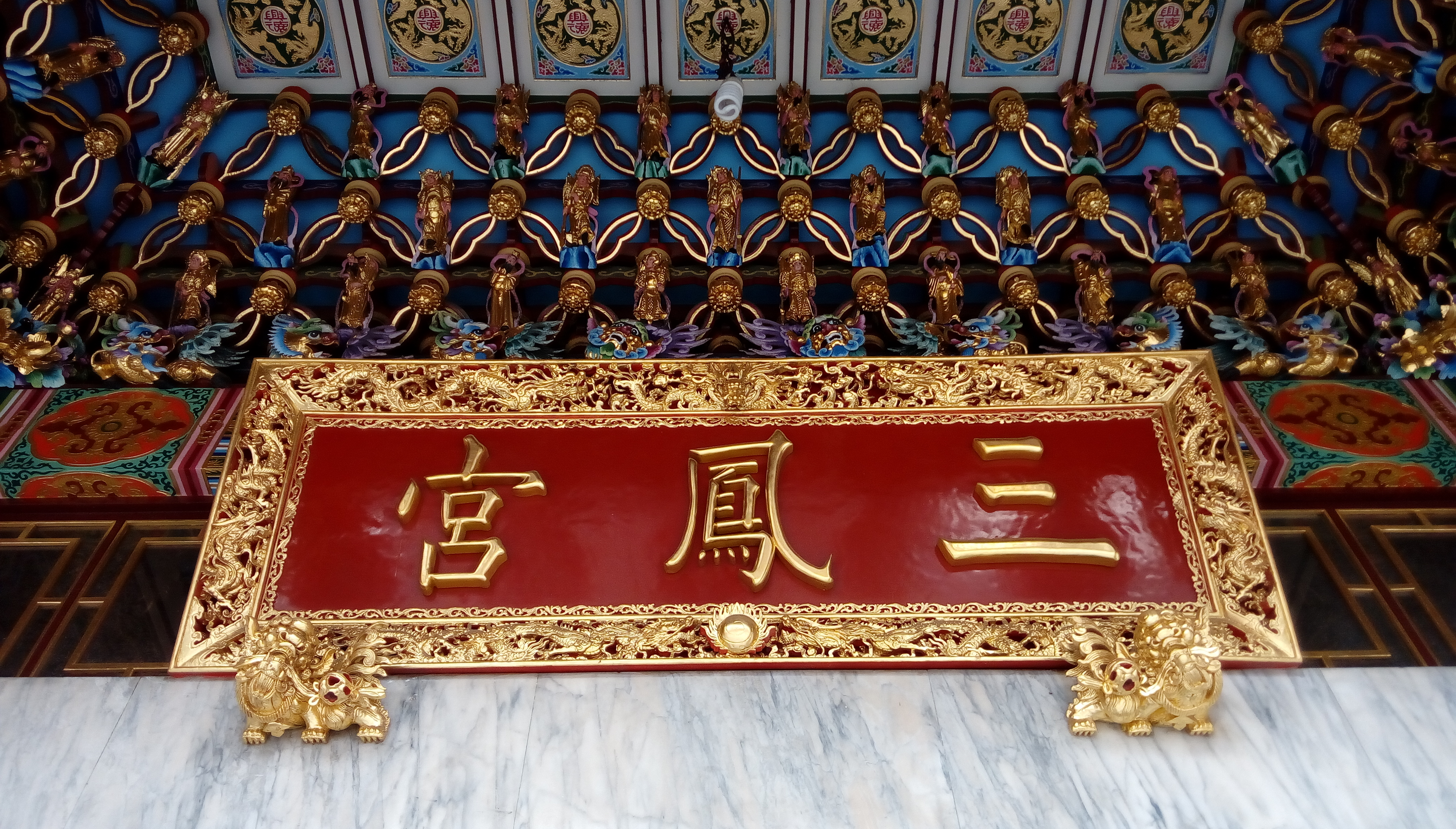
三鳳宮廟匾

## 命名
「三鳳」二字以所在地「三塊厝」（今高雄市三民區）與「鳳鼻頭山」之「鳳」首字命名。
另說，本廟外環三塊厝港（現在的三民區幸福川，原二號運河）、凹子底港和龍水港三水域，故取「三水」的「三」和鳳鼻頭山的「鳳」字。

## 歷史
三鳳宮，明鄭時期主神中壇元帥分靈於鼓山龍水港化龍宮，一直以來為高雄車站一帶的著名廟宇，原在建國三路上，1964年建國三路拓寬，而遂遷廟至今河北二路的現址，1971年後重建完成，正式更名為「三鳳宮」，也成為全臺灣規模最大的哪吒三太子廟。
臺灣戒嚴時期，三鳳宮前廟埕時常為黨外人士演講、張貼海報處，黨外市議員候選人顏明聖曾在此演講，戴振耀也曾在此張貼聲援余登發之海報。因此三鳳宮被市民稱為民主聖地。解嚴後，三鳳宮成為競選活動、候選人參訪行程重要據點。2016年中華民國總統選舉候選人蔡英文選前掃街由此出發。2018年九合一大選前夕，網路流傳偽造的三鳳宮藏頭詩靈籤，貶抑陳其邁、讚揚韓國瑜，後由三鳳宮董事長孫宗英報警處理。

## 建築
三鳳宮現今建築為謝自南(澎湖馬公市後窟潭人)所設計，據傳三鳳宮首開臺灣二、三樓層廟宇的建築模式，使後來不少廟宇建築相繼跟進，引領臺灣廟宇建築的風潮。
一樓大殿正龕奉祀中壇元帥哪吒太子，配祀天上聖母、李府千歲、龍邊神龕奉祀註生娘娘、虎邊神龕奉祀福德正神，開基中壇元帥神像為康熙年間分靈之「老祖」，供信眾膜拜。
二樓大雄寶殿則供奉釋迦三尊（釋迦牟尼佛、文殊菩薩、普賢菩薩）、觀世音菩薩、彌勒菩薩、韋馱、伽藍護法、十八羅漢。
三樓凌霄寶殿上祀道教尊神玉皇上帝、南斗星君、北斗星君，供善信祈求延壽消災。
三樓龍邊光明燈殿奉祀中壇元帥、虎邊太歲殿奉祀六十甲子太歲星君，提供信眾點光明燈、安太歲的服務。
三鳳宮的門神為「平塗彩畫」，為廟宇繪畫大師潘麗水之作，潘之彩繪以莊嚴細膩聞名，於臺灣極富盛名，值得一覽，高雄三鳳宮被譽為「潘麗水門神彩繪最高顛峰的作品」。

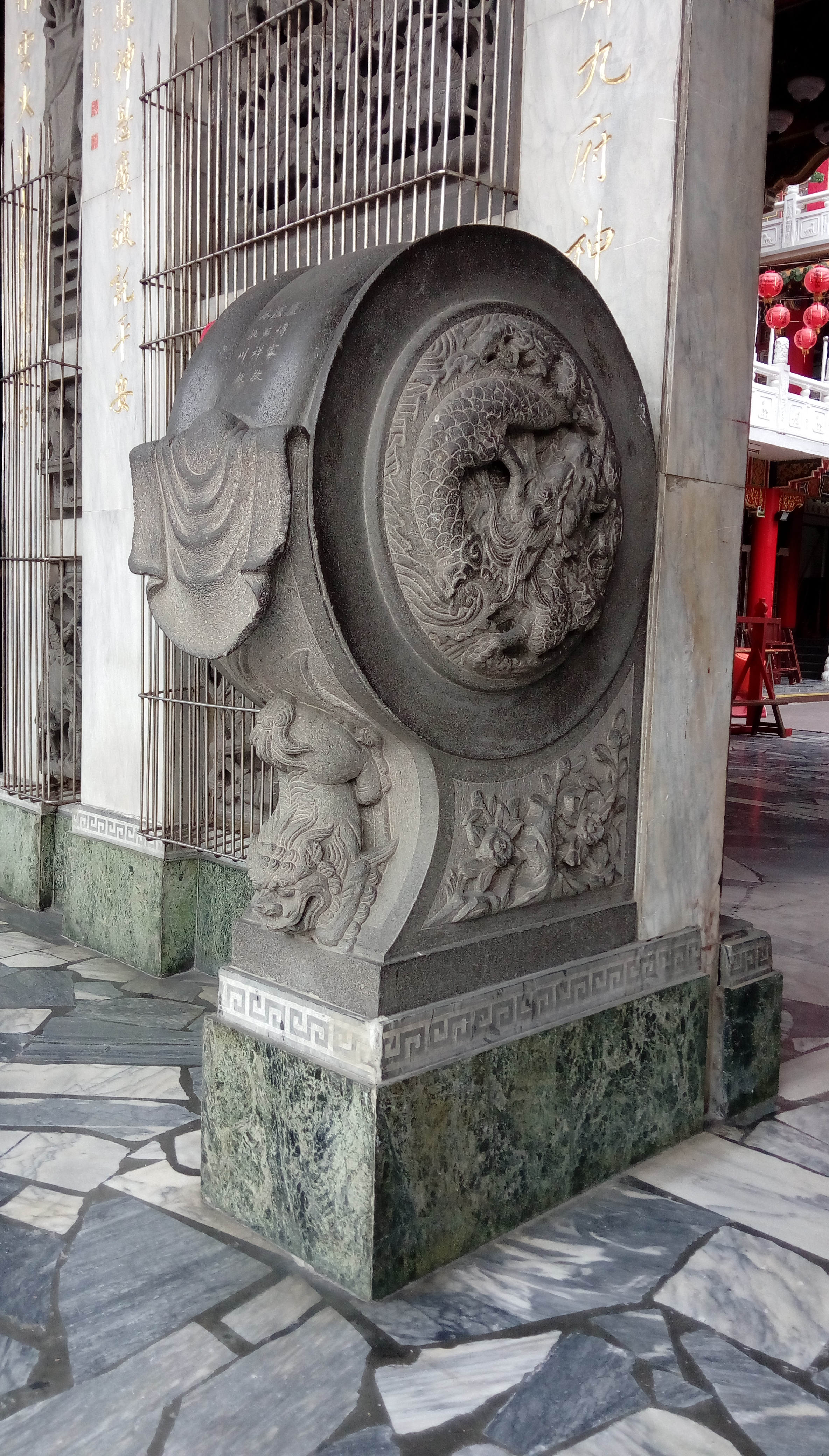
三鳳宮抱鼓石

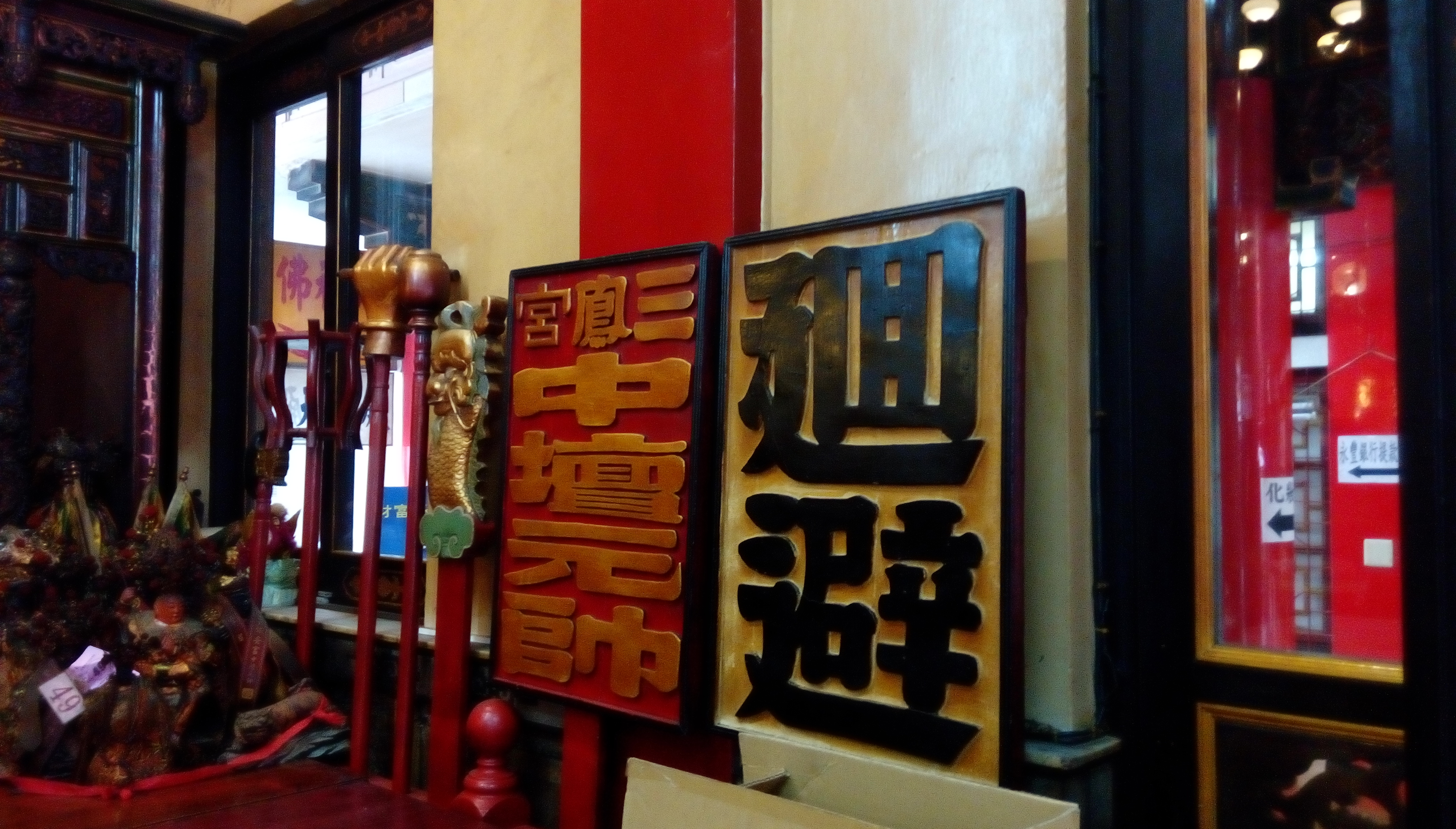
三鳳宮執事牌 (1)

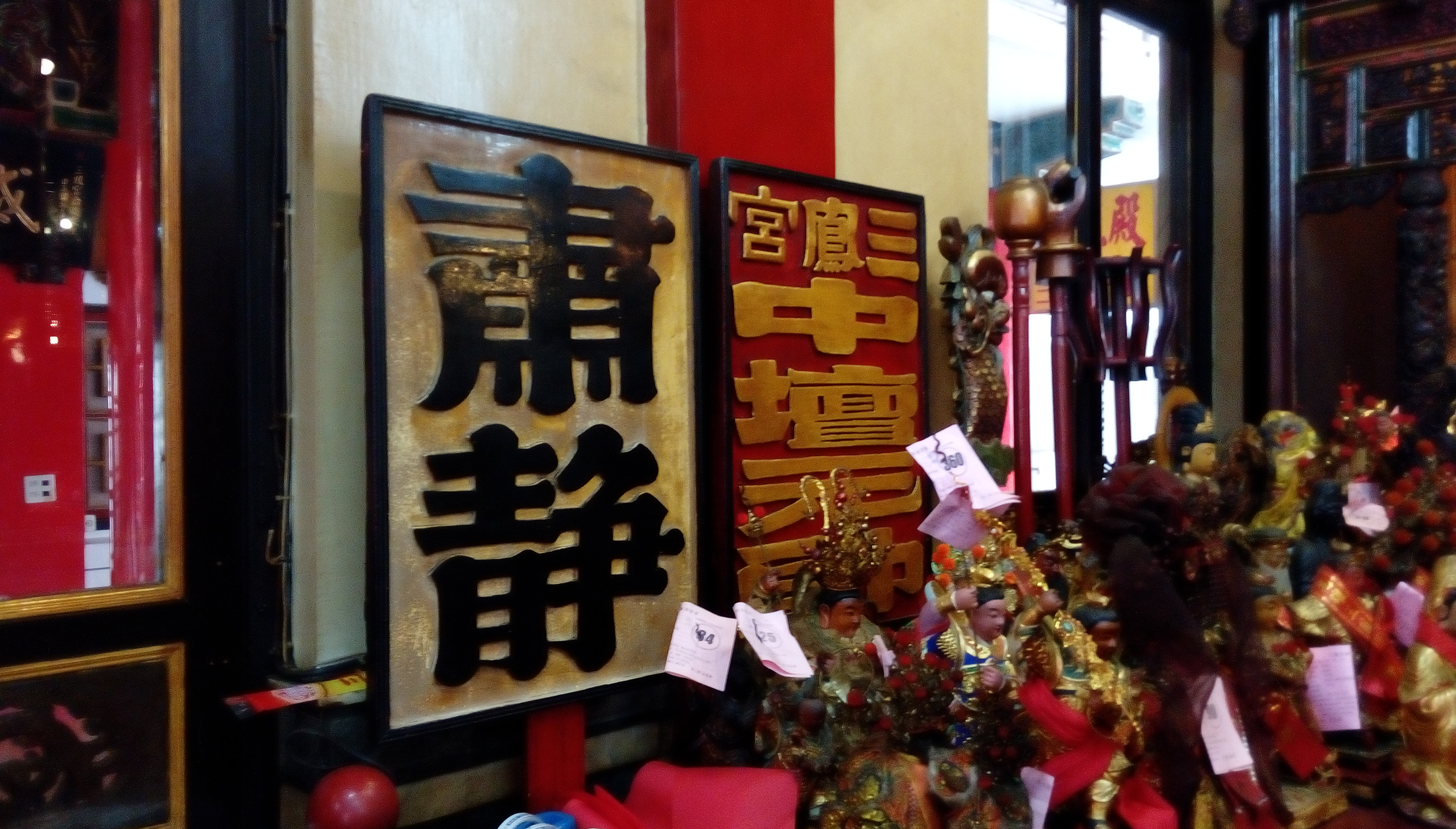
三鳳宮執事牌 (2)

## 祭典
舊曆九月初九重陽節，哪吒太子元帥誕辰日。
農曆八月至九月誕辰日為三鳳宮中壇元帥香期，分靈全國各地之廟宇齊聚廟庭參香謁祖。

## 註解
1. ↑  陳, 增芝. . 玉山社. ISBN 9789862941782.
2. ↑  聯合影音. . 聯合影音.   [2020-01-12]. （原始内容存档于2020-01-12） （中文（臺灣））.
3. ↑  . www.cna.com.tw.   [2020-01-12]. （原始内容存档于2020-01-12） （中文（臺灣））.
4. ↑  。新台灣新聞週刊 2008.01.31 李丹妮《高雄三鳳宮 太子爺廟高人氣》：一九六二年三鳳宮董事及建築師，決定以「北方式」的宮殿構造三鳳宮，據傳三鳳宮首開台灣二、三樓廟宇的建築模式，也使得後來為數不少的廟宇建築相繼跟進，為臺灣廟宇建築轉變的先驅 （页面存档备份，存于）
5. ↑  .   [2016-07-27]. （原始内容存档于2016-06-11）.

## 外部連結
- 官方网站 （页面存档备份，存于）
- 三鳳宮的Facebook專頁